# Distrito de Tinta
El distrito de Tinta es uno de los ocho que conforman la provincia de Canchis, ubicada en el departamento del Cuzco en el Sur del Perú. Limita por el Norte con el distrito de Combapata, por el Este con el distrito de San Pedro, por el Sur y el Oeste con el distrito de Yanaoca, y por el Oeste con el distrito de Pampamarca.
Tinta fue capital de corregimiento durante la colonia. Está ubicado en una quebrada, a orillas del río Vilcanota, entre maizales y campos de trigo.
El papa Juan XXIII segregó de la Arquidiócesis del Cusco, las Provincias civiles de Canchis, Canas, Espinar y Chumbivilcas y con ellas creó la Prelatura de Sicuani, haciéndola sufragánea del Cusco, mediante la Constitución Apostólica "Universae Ecclesiae" del 10 de enero de 1959.

## Historia
Existe evidencia de culturas preincas en el área poblada actual. Tinta se sitúa a 4 km de los cimientos de Raqchi, extensa ciudad inca en homenaje al dios Wiracocha. Durante la época del Virreinato del Perú, Tinta tuvo importancia como eje de comercio entre la ciudad del Cusco y la ciudad minera de Potosí, convirtiéndose en núcleo comercial y cultural del sur del Cusco, Tinta es de origen muy antiguo, aparentemente no tiene fecha de fundación exacta. En el siglo XVIII, acontece un hecho histórico de importancia, el 4 de noviembre de 1780, inicia el primer levantamiento armado del América en contra de los constantes abusos españoles, y los trabajos forzados de mita, en minas del Potosí, actual territorio Boliviano al que eran sometidos todos los jóvenes de clase baja.Túpac Amaru II, cacique de Tungasuca, primer caudillo quechua lideró la rebelión contra el régimen colonial, capturando y ejecutando al corregidor Arriaga, representante de la Corona española en Tinta, con el apoyo popular, fue decapitado en la actual plaza mayor del cercano pueblo de Tungasuca.
Otro personaje célebre que radicó en Tinta fue Clorinda Matto de Turner (1852-1909) primera novelista peruana, autora de entre otras, la novela Aves sin nido, de corriente indigenista, en la que se hace la primera descripción de la vida miserable del indio peruano, la novela transcurre en Tinta,  pero evitando problemas por la denuncia social contenida, decide cambiar el nombre a Killac, pueblo inexistente en el Perú.
El distrito fue creado en los primeros años de la República.

## Geografía
Está ubicado en 3 484 m s. n. m.; con una superficie de 79,39 km² y una población de 5 029 habitantes (censo de 2017), posee una densidad de 63,34 habitantes/km² y se encuentra a 113,66 km de Cusco.

## División administrativa

### Centros poblados
- Urbanos:
  - Tinta, con 2726 hab.
- Rurales:
  - Machacmarca Emancipación, con 170 hab.
  - Queromarca Calasaya, con 281 hab.
  - Queromarca Samata, con 275 hab.
  - Queromarca Unión Santa Cruz, con 255 hab.
  - Queromarca Urpaya, con 395 hab.

Comunidades:
- Junttuma
- Uchu
- Queromarca
- Machacmarca
- Pata Tinta
- K'illiwara

Anexos:
Pikotayoc, Q'akurko, Llacta machacmarca y Qaqa k'ucho.

## Autoridades

### Municipales
- 2023 - 2026[2]
  - Alcalde: Bernabe Ccasa Ccasa.
  - Regidores:

  1. ISABEL MAMANI CHUCTAYA  (PODEMOS PERU)
  2. EDSON COLQUE CABALLERO  (PODEMOS PERU)
  3. MARIBEL ESPIRILLA COLQUE  (PODEMOS PERU)
  4. CESAR PERALTA ESPINOZA  (PODEMOS PERU)
  5. IRMA CUSI CCUNO  (PARTIDO POLÍTICO NACIONAL PERU LIBRE)

Alcaldes anteriores
- 2019-2022: Leon Huancachoque Quispe
- 2015-2018: Bernabe Ccasa Ccasa
- 2011-2014:[3] Daniel Epifanio Charca Mamani (Movimiento Regional Pan.)
- 2007-2010: Angel Gabino Manya Zavaleta.

## Turismo
Casa Museo Tupac Amaru Tinta
A solo una cuadra de la Plaza Emancipación Americana, en la calle del mismo nombre en Tinta, se alza la que fuera la residencia de José Gabriel Condorcanqui Noguera, el célebre Túpac Amaru II. Hoy, esta casa de planta baja alberga una fascinante exposición pictórica con 68 cuadros de la colección del héroe, ofreciendo una ventana a su vida y legado. Además, el lugar funciona como oficina de información turística, brindando a los visitantes un punto de partida para explorar la historia de la región.
Iglesia de Tinta
Está construida de adobe y piedra de dos aguas. En el interior destaca su altar mayor de pan de oro, así como retablos y lienzos de la Escuela Cuzqueña. La estructura de la iglesia data del siglo XVII. La iglesia fue el escenario principal de la Rebelión de Túpac Amaru II.
Puente Colonial Tinta
El puente colonial de Tinta, una joya histórica, se erige a 113.66 kilómetros al sureste de la ciudad del Cusco. Estratégicamente situado al este de la plaza principal del distrito y la vía principal Cusco - Sicuani, este puente marca la entrada al pintoresco pueblo de Tinta.
Durante la revolución de Túpac Amaru II, el puente de Tinta desempeñó un papel crucial, facilitando el paso del líder inca hacia Langui. La realidad es que en la última batalla de Túpac Amaru en Chinchina, el puente se encontraba fuertemente custodiado por las tropas realistas. Esta formidable defensa fue la razón principal por la que la estructura permaneció intacta, sobreviviendo así a los embates de la contienda.
Santuario de Aqero
Ubicado al noreste de la plaza del distrito de Tinta, se encuentra un santuario singular: una gruta natural de piedra caliza. En el interior de esta roca, se halla pintada la venerada imagen de un Cristo, conocido como el "Señor de Aqero". Este Cristo es considerado por sus devotos como sumamente milagroso, atrayendo a fieles en busca de consuelo y esperanza.
La entrada principal a este santuario impresiona con sus aproximadamente tres metros de altura y dos metros de ancho, invitando al visitante a adentrarse en su sacro interior. Una vez dentro, se puede apreciar una pila bautismal que añade un elemento de sacralidad al lugar.

## Festividades
- Enero:
  - Aniversario de Queromarca
- Marzo:
  - Carnaval de Tinta
- Mayo:
  - Aniversario de Queromarca Urpaya
  - San Isidro Labrador.
- Agosto:
  - Virgen de las Nieves
  - San Bartolomé.
- Octubre:
  - San Francisco de Asís (Queromarca Urpaya).